# 阿爾塔 (伊利諾伊州)
阿爾塔（英語：Alta）是位於美國伊利諾伊州皮奧里亞縣的一個非建制地區。該地的面積和人口皆未知。

## 地理
阿爾塔的座標為40°48′39″N 89°38′03″W / 40.81083°N 89.63417°W，而該地的平均海拔高度為229米（即751英尺）。